# Pirularija
Pirularija (lat. Pyrularia), biljni rod iz porodice  Cervantesiaceae koji se satoji od dviju vrsta jedna američka, P. pubera, koja raste po isto0čnim predjelima SAD–a, i druga azijska, P. edulis, u Kini i Tibetu, Javi, Indiji, Nepalu, Butanu, Burmi i Sikkimu .

## Vrste
1. Pyrularia edulis (Wall.) A. DC.
2. Pyrularia pubera Michx.

## Vanjske poveznice
|  | Zajednički poslužitelj ima još gradiva o temi Pyrularia |
|  | Wikivrste imaju podatke o taksonu Pyrularia             |